# Eero Erkko
Eero Erkko, född 18 maj 1860 i Orimattila, död 14 oktober 1927 i Helsingfors, var en finländsk tidningsman och politiker. Han var bror till J.H. Erkko, far till Eljas Erkko och farfar till Aatos Erkko.
Eero Erkko var redaktör för Keski-Suomi i Jyväskylä 1885-87, och grundade 1889 det ungfinska språkröret Päivälehti i Helsingfors, vars huvudredaktör han var 1890-1902. Under förtrycksperioderna i Finland var han en av ledarna för passivt motstånd, tvingades efter krav från Nikolaj Bobrikov att avgå som redaktör och gick i exil våren 1903. Han kom till USA, till Brooklyn där han verkade i Amerikan Kaiku fram till 1905, då han återvände till Finland och 1908 blev chefredaktör för Helsingin Sanomat, Päivälehtis efterföljare. 
Erkko tillhörde Ungfinska partiets och sedan Framstegspartiets ledning, och återfanns på fem lantdagar från 1894. Han var riksdagsman 1907-18; socialminister 1918-19, kommunikationsminister 1919, samt handels- och industriminister 1919-20.
Han är begravd på Sandudds begravningsplats i Helsingfors.

## Utmärkelser
- Kommendörstecknet av I klass av Finlands Vita Ros’ orden,  16 maj 1919[2]

[Redigera Wikidata]